# Matematika stavebního spoření
Matematika stavebního spoření je speciální obor finanční matematiky zaměřený na výpočty tarifů stavebního spoření. Uzavřením smlouvy o stavebním spoření získává účastník stavebního spoření právo na úvěr ze stavebního spoření s předem stanovenou úrokovou sazbou. Toto právo na úvěr může účastník využít až po splnění podmínek stanovených stavební spořitelnou. Splnění podmínek pro získání úvěru obvykle vyžaduje několik let spoření.
Protože je úroková sazba úvěru ze stavebního spoření pevně stanovena několik let před jeho poskytnutím, nemůže stavební spořitelna řídit svou likviditu způsobem běžným u klasických bank. Úvěry ze stavebního spoření jsou poskytovány zásadně z primárních zdrojů, tedy z vkladů účastníků stavebního spoření. Tyto vklady jsou úročeny nízkou úrokovou sazbou a díky tomu mohou stavební spořitelny poskytovat levné úvěry ze stavebního spoření s pevnou a nízkou úrokovou sazbou.
Matematika stavebního spoření se zabývá nastavením podmínek pro získání úvěru ze stavebního spoření tak, aby měla stavební spořitelny dostatek depozit (vkladů na účtech stavebního spoření) pro poskytování úvěrů ze stavebního spoření. Klíčovým parametrem je SKLV, který nastavuje stavební spořitelna na základě statistického chování svých klientů (účastníků stavebního spoření).
Nesprávně nastavené parametry tarifu mohou vést k nedostatku zdrojů a následně k prodlužování čekací doby na úvěr s negativním dopadem na důvěryhodnost stavební spořitelny.